# 클릿비츠
클릿비츠(Klitbeats)는 독일, 프랑크푸르트에 거주하는 일렉트로닉 음악밴드이다. 실험적인 힙합, 펑크(락의 Punk가 아닌 Funk이다.)음악을 만들며 대표곡으로는 "Come geT Some", "A THing or Two"등이 있다. 대중적인 음악가가 아닌 언더그라운드에서 활동하는 뮤지션으로 곡이나 앨범도 온라인으로만 다운로드가 가능하다. 유튜브에도 곡이 상당 수 올라와 있다.